# Serie A 1950 (pallapugno)
La Serie A di pallapugno 1950 si svolse nel 1950, terminando il 5 novembre. Parteciparono al torneo quattro società sportive italiane, tre provenienti dal Piemonte e una dalla Liguria e la vittoria finale andò per la sesta volta alla squadra della città di Alba, capitanata da Augusto Manzo, al suo settimo scudetto personale.

## Formula
Venne disputato un girone all'italiana, con la partita di andata giocata il sabato ad Alba e quella di ritorno giocata la domenica a Torino. La prima classificata fu ammessa direttamente alla finale, mentre la seconda e la terza disputarono uno spareggio.

## Squadre partecipanti
| Squadra | Provenienza | Campionati di Serie A | Risultato 1949    |
| ------- | ----------- | --------------------- | ----------------- |
| Alba    | Piemonte    | 13                    | Campione d'Italia |
| Canale  | Piemonte    | 3                     | 3° in Serie A     |
| Imperia | Liguria     | 5                     | 5° in Serie A     |
| Torino  | Piemonte    | 17                    | 2° in Serie A     |

## Formazioni
| Squadra | Battitore          | Spalla             | Terzini                     |
| ------- | ------------------ | ------------------ | --------------------------- |
| Alba    | Augusto Manzo      | Dellavalle         | Antonio Porello, Mozzone    |
| Canale  | Francesco Gioietti | Giuseppe Trinchero | Sardi, Aldo Pesce           |
| Imperia | Franco Balestra    | Paolo Rossi        | Cappello, Odorizio, Aicardi |
| Torino  | Giuseppe Galliano  | Alfredo Manini     | Cane, Castellino            |

## Torneo
Sono di seguito riportati i risultati reperiti.

### Girone di qualificazione
| Canale - Imperia | 11 - 6  |
| Canale - Imperia | 11 - 10 |
| Alba - Torino    | 11 - 3  |
| Alba - Torino    | 11 - 7  |
| Alba - Imperia   | 11 - 9  |
| Imperia - Alba   | 11 - 7  |
| Alba - Canale    | 11 - 2  |
| Alba - Canale    | 11 - 5  |

### Semifinali
| 14 ott. (Alba)   | Canale - Imperia | 11 - 7 |
| 15 ott. (Torino) | Canale - Imperia | 11 - 8 |

### Finale
| 29 ott. (Alba)  | Alba - Canale | 11 - 8 |
| 5 nov. (Torino) | Alba - Canale | 13 - 9 |

## Verdetti
- Alba Campione d'Italia 1950 (6º titolo)